# Lillian Russell
Lillian Russell, właśc. Helen Louise Leonard (ur. 4 grudnia 1860 w Clinton w stanie Iowa, zm. 6 czerwca 1922 w Pittsburghu w stanie Pensylwania) – amerykańska aktorka i piosenkarka.